# Asobara kenyaensis
Asobara kenyaensis (лат.) — вид паразитических наездников рода Asobara из семейства Braconidae (Alysiinae, Hymenoptera). Название происходит от имени страны, где в 1970 году была обнаружена типовая серия (Кения).

## Распространение
Африка: Кения.

## Описание
Длина до 2,8 мм, переднее крыло до 3,3 мм. От близких видов отличается пропорциями тела, особенностями жилкования крыльев. Усики 23-25-члениковые у самок.  Основная окраска тела коричневая. Жвалы крупные, простые, с 3 зубцами. Верхний зубец жвал широкий; средний зубец широкий и короткий; нижний зубец широкий. Передняя тенториальная ямка находится вдали от края глаз. Предположительно паразитируют на представителях отряда двукрылые.

## Систематика
Вид Asobara kenyaensis был впервые описан в 2014 году испанским гименоптерологом Франсиско Хавьером Перис-Фелипо (Francisco Javier Peris-Felipo, University of Valencia, Paterna, Испания) по материалам из Африки.